# Европейская демократическая партия
Европейская демократическая партия (ЕДП; англ. European Democratic Party) — центристская европейская политическая партия, поддерживающая европейскую интеграцию. Была основана 16 апреля 2004 года, зарегистрирована 9 декабря. В качестве сопредседателей партии выступили лидеры Союза за французскую демократию Франсуа Байру и Демократия — это свобода Франческо Рутелли.
ЕДП была основана в ответ на рост евроскептицизма в структурах Евросоюза. Партия собрала вокруг себя проевропейские центристские силы из Европейской народной партии, сформировав новый многонациональный блок.

## Члены
Членами являются национальные и региональные политические партии, а также члены Европейского парламента, национальных и региональных парламентов.
| Страна или регион | политическая партия | Мест в Европарламенте | мест в национальном парламенте |
| ----------------- | --- | --------------------- | ------------------------------ |
| Бельгия           | Жерар Депрез (Гражданское движение за перемены — Mouvement des Citoyens pour le Changement)                                                   | -                     | -                              |
| Хорватия          | Народная партия - реформисты (Narodna stranka — Reformisti)                                                                                   | -                     | 1 из 151                       |
| Кипр              | Альянс граждан (Συμμαχία Πολιτών, Symmachia Politon)                                                                                          | -                     | 1 из 56                        |
| Кипр              | Гражданская платформа (Platforma Politon) | -                     | -                              |
| Чехия             | Сенатор 21 (Senátor 21) | -                     | 0 из 200 3 из 81               |
| Франция           | Демократическое движение (Mouvement démocrate), бывший Союз за французскую демократию                                                         | 5 из 74               | 41 из 577 4 из 348             |
| Германия          | Свободные избиратели (Freie Wähler) | 2 из 96               | 0 из 709 2 из 69               |
| Греция            | Союз центристов (Ένωση Κεντρώων) | -                     | -                              |
| Венгрия           | новый старт (Új Kezdet) | -                     | 1 из 199                       |
| Италия            | Европейская демократическая партия Италия (Partito Democratico Europeo Italia')                                                               | -                     | 3 из 630                       |
| Польша            | демократическая партия (Stronnictwo Demokratyczne)                                                                                            | -                     | -                              |
| Португалия        | Демократическая Республиканская партия(Partido Democrático Republicano)                                                                       | -                     | -                              |
| Румыния           | Ассоциация итальянцев Румынии — RO.AS.IT. (Asociaţia Italienilor din România — RO.AS.IT., Associazione degli Italiani di Romania — RO.AS.IT.) | -                     | 1 из 329                       |
| Румыния           | ПРО Румыния (PRO România) | 2 из 32               | 26 из 329                      |
| Сан-Марино        | Республика будущего (Repubblica Futura) | Not an EU member      | 11 из 60                       |
| Словакия          | Алена Башистова (независимый) | -                     | 1 из 150                       |
| Словения          | Демократическая партия пенсионеров Словении (Demokratična stranka upokojencev Slovenije)                                                      | -                     | 5 из 90                        |
| Испания ·         | Баскская националистическая партия (Euzko Alderdi Jeltzalea)                                                                                  | 1 из 54               | 6 из 350                       |
| Испания ·         | Канарская коалиция (Coalición Canaria) | -                     | 2 из 350                       |
| Испания ·         | Приверженность Галисии (Compromiso por Galicia)                                                                                               | -                     | -                              |
| Европа            | Молодые демократы для Европы (Jeunes Démocrates européens)                                                                                    | -                     | -                              |

### Бывшие партии-члены
- Хорватия: Национальный форум (Nacionalni forum), (2014—2015 гг.).
- Кипр: Европейская партия.
- Чехия: Партия за открытое общество.
- Чехия: Путь перемен, одна из партий-основателей ЕДП.
- Франция: Союз демократов и независимых.
- Италия: Демократия — это свобода — Дейзи.
- Италия: Альянс для Италии.
- Литва: Партия труда.
- Словакия: Народная партия — Движение за демократическую Словакию.
- Словакия: Демократическая Словацкая партия.
- Ирландия: Мариан Харкин, независимый депутат Европарламента.